# Garcilasismo

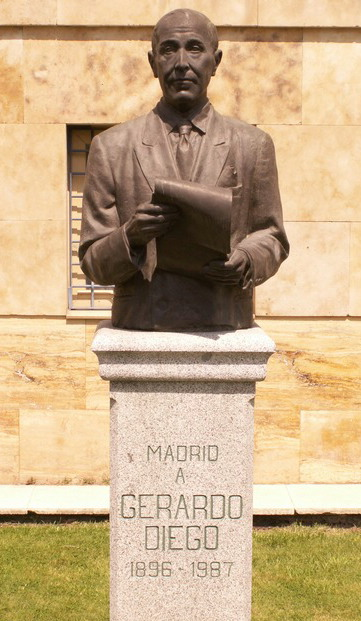
Monumento a Gerardo Diego

Il Garcilasismo, o "Juventud creadora" ("Gioventù creatrice"), è una delle correnti principali della poesia del periodo post guerra civile spagnola, all'interno di una più generale, denominata da Dámaso Alonso "Poesía arraigada". Viene definita una poesia classicista, legata alle correnti culturali del nazionalismo spagnolo.

## Storia
Prende il relativo nome dalla rivista “Garcilaso”, diretta fino al terzo numero da José García Nieto che compare nel maggio del 1943 e vivrà fino al numero 36, nell'aprile 1946. Riuniva una serie di autori in “Juventud creadora” per lo più  favorevole al regime Franchista che si riunivano al Café Gijón di Madrid. Insieme alla rivista rivale “Espadaña”, di opposte concezioni politiche e che propugnava una poesia cosiddetta “tremendista”, hanno rappresentato le due correnti poetiche principali della poesia spagnola alla fine della guerra civile.
Il quadricentenario della morte di Garcilaso de la Vega si celebrava nello stesso anno (1936) in cui la guerra civile è cominciata, e la sua poesia viene da questi giovani rivalutata: Garcilaso rappresentò per questi autori il poeta soldato,  ansioso di una bellezza ideale, distante dalla realtà e dalla violenza della guerra. Il mondo è armonico, ben fatto e ordinato, in ogni caso anche melanconico.
Gli argomenti dei garcilasisti, allora, sono quelli eterni della poesia: l'amore, la morte, Dio, il paesaggio castigliano, la Patria. La lingua dei poeti garcilasisti è classica, pura, libera, e in un certo senso, ravviva il Neopopularismo, che può essere trovato anche nella generazione del '27.

## Autori
La lista degli autori di questa corrente estetica include un gruppo dei poeti della generazione del '36: Luis Rosales, Luis Felipe Vivanco, Leopoldo Panero, Dionisio Ridruejo e José García Nieto.
Scrivono una poesia metrica tradizionale, aliena dalle avanguardie, con predominanza del sonetto e del poema chiuso e perfettamente costruito e risolto, in cui non vi è riferimento alla realtà difficile della Spagna dopo la guerra civile.
A questa tendenza si rifanno anche alcuni libri del poeta della generazione del '27 Gerardo Diego, come Ángeles de Compostela e Alondra de verdad. Fra le produzioni più caratteristiche di questa corrente si possono segnalare quelle di José García Nieto, Víspera (1940) e Poesía 1940-1943 (1944); di Dionisio Ridruejo,  Plural, Sonetos amorosos, Sonetos a la piedra; di Luis Felipe Vivanco, ossessionato dal passare del tempo, Cantos de Primavera e El descampado; di Leopoldo Panero, Escrito a cada instante; di Luis Rosales, Abril. Questo'ultimo si è evoluto verso la “poesia desarraigada”, così come Dionisio Ridruejo.